# Ford Model A (1927)
Ford Model A – samochód osobowy produkowany pod amerykańską marką Ford w latach 1927–1931.

## Historia i opis modelu

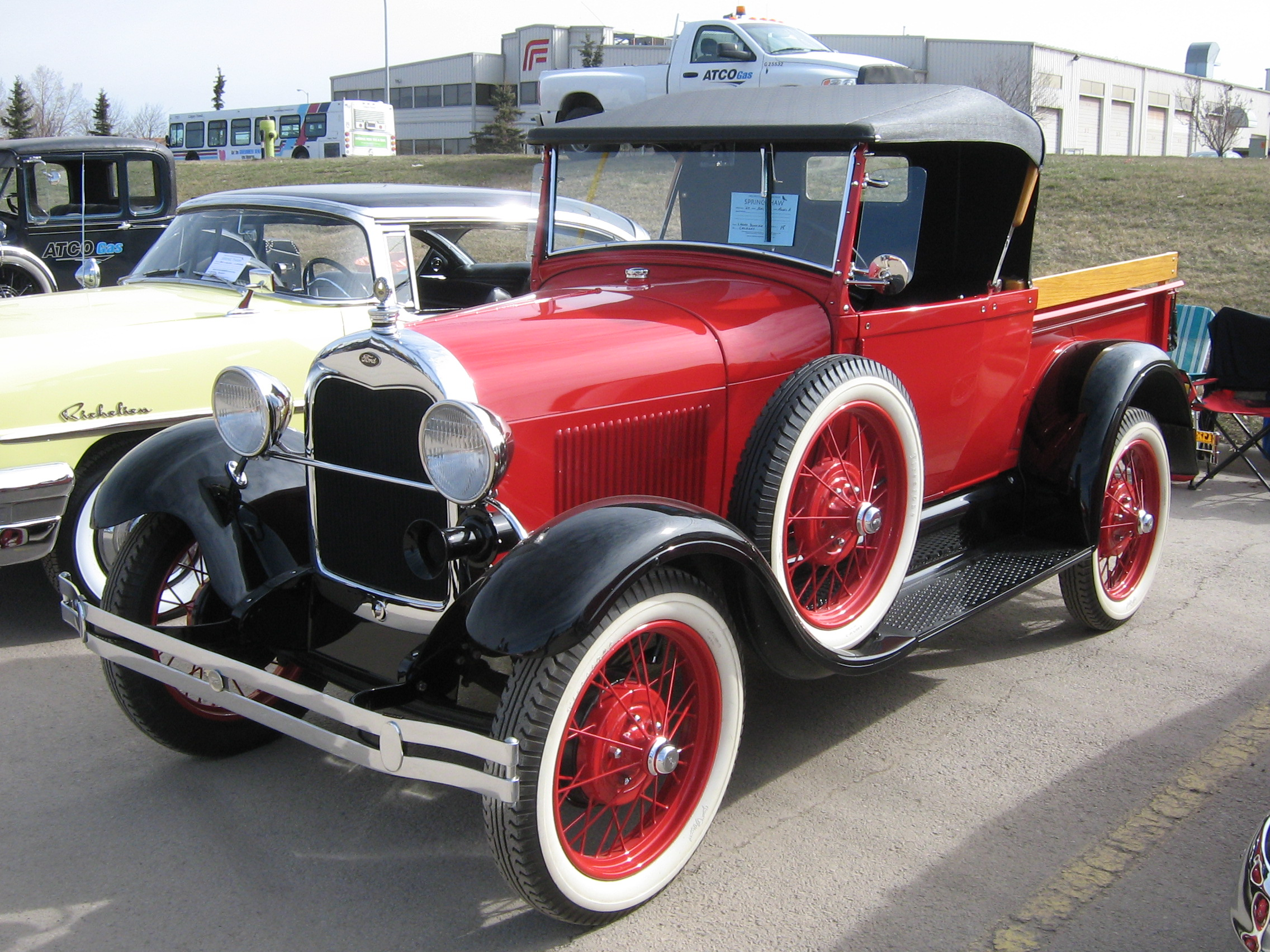
Ford Model A Truck

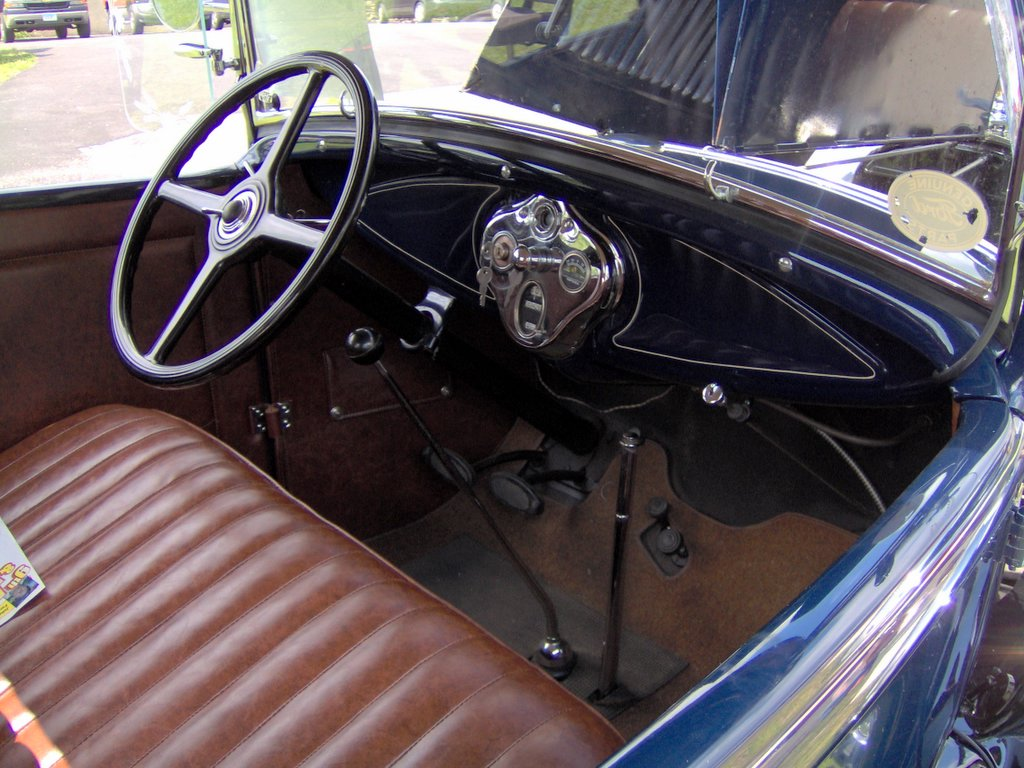
Wnętrze – klasycznie rozmieszczone urządzenia sterowania

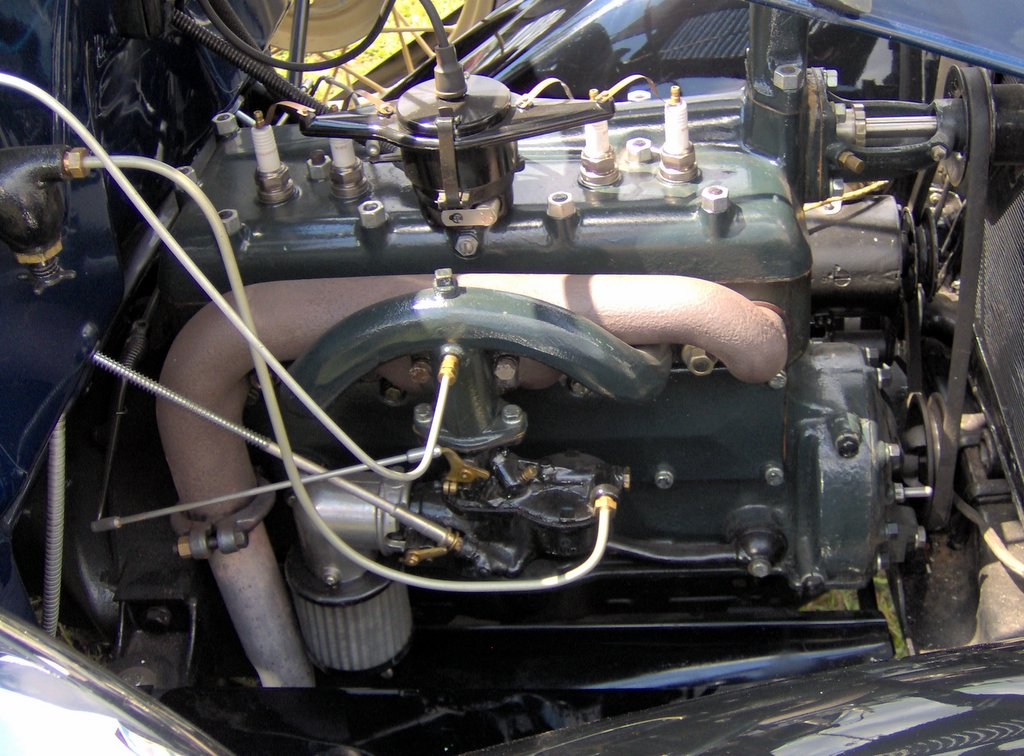
Silnik samochodu Ford Model A

Ford Model A zastąpił wytwarzany od roku 1908, mocno przestarzały model T. Pierwszy egzemplarz zjechał z taśmy montażowej 20 października 1927 roku. Początkowo sprzedaż nowego samochodu kształtowała się marnie, jednak Ford A szybko zdobył uznanie klientów.
Pojazd ten posiadał znacznie nowocześniejsze rozwiązania techniczne niż Ford T i stał się w USA jednym z najpopularniejszych samochodów końca lat dwudziestych i początku lat trzydziestych XX wieku. Był drugim w historii fabryki samochodem marki Ford w którego nazwie wykorzystano pierwszą literę alfabetu. Samochód pod takim samym oznaczeniem produkowano w zakładach Forda także w latach 1903–1904. Ford Model A z roku 1903 był pierwszym modelem samochodu jaki produkował Ford.
W latach 1910–1925 Ford zdominował rynek motoryzacyjny w USA swoim masowo produkowanym modelem T, jednak w połowie lat dwudziestych sytuacja zaczęła się zmieniać na rzecz konkurentów takich jak General Motors, którzy dogonili, a nawet zaczęli wyprzedzać Forda. Konkurencja oferowała samochody znacznie nowocześniejsze od Forda T, znacznie lepiej wyposażone, posiadające mocniejsze silniki i lepsze osiągi. Zmusiło to Henry’ego Forda do rozpoczęcia prac nad nowym modelem, czego zwieńczeniem było wprowadzenie do produkcji Forda A.
Ford Model A oferowany był w czterech kolorach, ale żaden z nich nie był czarny. Jego poprzednik, Ford Model T, dostępny był niemal wyłącznie w kolorze czarnym („możesz otrzymać samochód w każdym kolorze, pod warunkiem, że będzie to kolor czarny” – jak mówił Henry Ford). Henry Ford nie interesował się specjalnie wyglądem swoich samochodów, a za design nadwozi modelu A odpowiadał jego syn, Edsel.
Oprócz Stanów Zjednoczonych Ford Model A wytwarzany był także w fabrykach w Kanadzie, Niemczech, Danii, Irlandii, Wielkiej Brytanii, Francji, Argentynie, Japonii i Australii. W ZSRR w oparciu o model A w latach 1932–1936 powstawał GAZ-A. Ceny modelu A wahały się od 385 do 1400 USD, zależnie od wersji. Do zakończenia produkcji w marcu roku 1932 powstało ponad 4,8 mln egzemplarzy tego samochodu.
Obecnie Ford A jest popularnym w USA samochodem zabytkowym, a właściciele zachowanych do dziś egzemplarzy zrzeszają się w licznych klubach. Ford Model A został zastąpiony w 1932 roku przez Forda Model B.

### Budowa
Nadwozie pojazdu oparte było, jak praktycznie we wszystkich ówczesnych samochodach, na stalowej ramie. Pozwalało to, podobnie jak w przypadku Forda T, na łatwą zabudowę różnego rodzaju karoserii. W ofercie dostępnych było kilka podstawowych wersji nadwoziowych w ponad trzydziestu wariantach, m.in. Business Coupe, Deluxe Coupe, Sport Coupe, Standard Coupe, Standard Fordor Sedan, Standard Tudor Sedan, Leatherback Fordor Sedan, Mail Truck, Panel Truck, Phaeton 2-door (dwudrzwiowy), Phaeton 4-door (czterodrzwiowy), Standard Roadster, Station Wagon, Taxi Cab.
Samochód wyposażony był w rzędowy, czterocylindrowy, czterosuwowy, dolnozaworowy silnik spalinowy o zapłonie iskrowym. Przy pojemności skokowej 3300 cm³ (3,3 l) uzyskiwał on moc 40 KM (30 kW). Silnik chłodzony był cieczą w układzie wymuszonym, z pompą wody napędzaną od wału korbowego przy pomocy pasa klinowego. Zbiornik paliwa o pojemności (zależnie od wersji) 38 lub 42 litrów umiejscowiony był za silnikiem, pod przednią szybą, a zasilanie gaźnika paliwem odbywało się grawitacyjnie (opadowo), bez udziału pompy paliwa. Samochód posiadał klasyczny układ napędowy – silnik umieszczony z przodu napędzający za pośrednictwem wału kardana oś tylną. Ford Model A posiadał mechaniczne hamulce bębnowe działające na cztery koła, uruchamiane pedałem, oraz ręczny hamulec pomocniczy działający na tylne koła. Poprzednik Forda A, Ford T, przez cały okres produkcji posiadał hamulce mechaniczne działające jedynie na oś tylną.
Zawieszenie pojazdu zrealizowano na poprzecznych resorach półeliptycznych, po jednym dla przedniej i tylnej osi, z tłumieniem na amortyzatorach hydraulicznych.
Ford A posiadał niesynchronizowaną skrzynię biegów o trzech przełożeniach do jazdy w przód z biegiem wstecznym oraz suche sprzęgło cierne jednotarczowe, sterowane lewym pedałem. Przełożenie przekładni głównej mostu tylnego wynosiło 3,77:1.
Ford Model A był pierwszym pojazdem produkowanym przez Forda posiadającym standardowy system sterowania – sprzęgło, hamulec i przepustnica uruchamiane przy pomocy pedałów rozmieszczonych w sposób stosowany do dzisiaj. Dźwignia zmiany biegów także usytuowana była w nowoczesny sposób – zamontowano ją w podłodze, w centralnej części kabiny pod deską rozdzielczą. Prowadzenie Forda A było znacznie łatwiejsze niż Forda T, aczkolwiek i tak dosyć skomplikowane jak na dzisiejsze standardy. Podczas jazdy konieczne było stosowanie podwójnego wysprzęglania (ang.double clutch) przy zmianie przełożeń (niezbędne przy obsłudze niesynchronizowanej skrzyni biegów), a także dochodziła konieczność regulacji składu mieszanki oraz wyprzedzenia zapłonu za pomocą manetki umieszczonej pod kierownicą. Model A wyposażono w 6 woltową, jednoprzewodową instalację elektryczną, z biegunem ujemnym akumulatora podłączonym do masy. Wszystkie wersje samochodu standardowo wyposażone były w rozrusznik elektryczny, włączany małym pedałem umieszczonym obok pedału przyspieszenia, elektryczne oświetlenie (w tym światło stopu), kierunkowskazy ramieniowe, lusterko wsteczne, wycieraczkę przedniej szyby oraz elektryczny sygnał dźwiękowy. Seryjnie Ford A posiadał także wskaźnik poziomu paliwa na desce rozdzielczej, co w tamtych czasach spotykało się jedynie w wozach o wiele wyższej klasy. Samochód ten był pierwszym produkowanym na skalę masową pojazdem posiadającym szyby wykonane z tzw. szkła bezpiecznego. Ford Model A rozwijał prędkość maksymalną 104 km/h (65 MPH).

## Obecność w mediach
Samochód Ford Model A występuje w grze komputerowej Mafia (jako Bolt Model B) i w Grand Theft Auto: San Andreas jako Hotknife.